# A szabadság fantomja (album)
A szabadság fantomja album az Ossian zenekar 2005-ben megjelent tizennegyedik nagylemeze. Az előző albumhoz hasonlóan itt is szerepel egy régi Ossian-dal, a Metal-vihar átdolgozása az 1986-os első demoról, mely egészen eddig még nem került fel egyik nagylemezre sem. További érdekesség, hogy Wass Albert Véren vett ország c. versének megzenésítése is hallható az albumon.
A bónusz koncert-felvételeket a Petőfi Csarnokban 2004. november 6-án tartott Ossianosok III. Nemzetközi Találkozóján rögzítették.

## Dalok
1. Intro – Múlt és jövő határán – 0:45
2. A Szabadság Fantomja – 3:59
3. Számvetés – 3:11
4. Fortuna csókja – 3:47
5. Az újrakezdés súlya – 5:42
6. Metal-vihar – 4:09
7. Az igazság pillanata – 4:17
8. Tűréshatár – 3:47
9. A remény harangjai – 4:00
10. Véren vett ország – 3:47
11. Szabadság a vérünk – 4:32
12. Sodrásban (instrumentális) – 4:31
13. Botrány-gyár – 3:08

Bónusz koncert-felvételek:
1. Tűzkeresztség – 3:28
2. Tűzkeresztség II – 4:07
3. Desdemona – 3:06
4. Nincs menekvés – 4:19
5. Szerelmed pokla – 4:35

## Zenekar
- Paksi Endre – ének, vokál, kórus
- Rubcsics Richárd – gitár, kórus
- Wéber Attila – gitár, kórus
- Hornyák Péter – dobok
- Erdélyi Krisztián – basszusgitár

## Közreműködők
- Küronya Miklós – fretless basszusgitár, billentyű
- Rátkai István, Tallós Kálmán, Éger Szilvia, Szabó Ferenc – vonósok